# Jarrell Miller
Jarrell King Miller (født 15. juli 1988) er en amerikansk professionel bokser og tidligere kickboxer, der konkurrerer i sværvægtsklassen. Han blev fremtrædende første gang i 2007, da han konkurrerede for New Jersey Tigers i World Combat League og nåede til finalerne i New York Golden Gloves-turneringen samme år. Han er i øjeblikket rangeret som verdens femte bedste aktive sværvægter af Boxrec og niende af The Ring magazine. I februar 2019 blev det annonceret, at han vil bokse om WBA, WBO, IBF og IBO-verdensmestertitlerne den 1. juni i Madison Square Garden i sin hjemby New York mod verdensmesteren Anthony Joshua .

## Tidlige liv
Miller blev født og voksede op i Brooklyn i New York og er af caribisk og latinamerikansk afstamning. Han begyndte til Muay Thai i en alder af 14 år for at kunne forsvare sig selv efter at være blevet overfaldet på gaden.  Han begyndte at bokse i en alder af 16 år. Miller har fremhævet nogle af sine tidlige bokseidoler, herunder Mike Tyson og Riddick Bowe.

## Amatørkarriere
Som amatørboxer nåede Miller finalen i 2007 ved New York Golden Gloves sværvægt-turneringen i Madison Square Garden i New York, hvor han tabte til Tor Hamer på point (4-1).  Miller opnåede en amatørrekordliste på 10-1, med 7 sejre via knockout. Miller havde en begrænset amatørkarriere på grund af at han blev tvunget til at blive professionel, da han også var professionel kickboxer.